# Pedapudi
Pedapudi est un village du district de Kakinada dans l'État d'Andhra Pradesh en Inde. 
Selon le recensement de l'Inde de 2011, la localité compte une population de 134 habitants.